# Don't Stop... Planet Rock (The Remix EP)
Don't Stop... Planet Rock (The Remix EP) è un album di Afrika Bambaataa & Soulsonic Force.

## Tracce
1. Don't Stop... Planet Rock (Planet Rock 2000 Mix)
2. Don't Stop... Planet Rock (In the Pocket Mix)
3. Don't Stop... Planet Rock (Classic Mix)
4. Don't Stop... Planet Rock (Bass in the Planet Mix)
5. Don't Stop... Planet Rock (Original Vocal Version)
6. Don't Stop... Planet Rock (Bonus Beat)
7. Don't Stop... Planet Rock (House Mix II)